# Security BSides
Security BSides (або часто називають просто BSides) — це серія конференцій з комп'ютерної безпеки, що об'єднує людей, які цікавляться інформаційною безпекою. Конференція була заснована у 2009 році через те що на конференції чорних капелюхів було забагато відмов у подачах через велику кількість. Назва походить від сторони Б грамплатівки.

## Опис
Конференції проводяться у різних країнах по всьому світу. Конференції часто поєднують з хакатоном чи подібними подіями. В основному конференція триває одну добу, але може тривати й дві. Залежно від кількості презентацій може бути одна сцена або кілька. Теми доповідей можуть бути як не дуже технічні, так і сильно занурюватись і створення вірусу чи обфускацію.